# 23006 Pazden
23006 Pazden (1999 VX137) là một tiểu hành tinh vành đai chính được phát hiện ngày 13 tháng 11 năm 1999 bởi Nhóm nghiên cứu tiểu hành tinh gần Trái Đất phòng thí nghiệm Lincoln ở Socorro.